# 아문링네스섬

아문링네스섬(Amund Ringnes Island)은 캐나다 북부 퀸엘리자베스 제도의 스베르드루프 제도(Sverdrup Islands)에 속한 무인도이다. 북극해상에 있으며 서쪽에 엘레프링네스섬, 동쪽에 액슬하이버그섬이 있다. 면적은 11,295 km2로 세계에서 69번째로 큰 섬이자 캐나다에서 16번째로 큰 섬이다.
1900년 섬을 발견한 오토 스베르드루프(Otto Sverdrup)가 탐험 후원자 중 한 명이던 양조업자 아문 링네스(Amund Ringnes)의 이름을 따서 붙였다.

## 같이 보기
- 엘레프링네스섬